# Club Balonmano Atlético de Madrid
El Club Deportivo Básico Balonmano Neptuno, deportivamente conocido como Club Balonmano Atlético de Madrid, fue un club español de balonmano de Madrid, que militó en la Liga Asobal desde 2011 hasta 2013. 
Debido a una serie de impagos con Hacienda, el club desapareció el 9 de julio de 2013. Pese a la disolución de la sociedad, a fecha de 31 de diciembre de 2015 la entidad seguía debiendo más de 1 millón de euros a la Agencia Tributaria.

## Historia
En 2011 Domingo Díaz de Mera funda el Club Balonmano Madrid S. L. para recibir los derechos deportivos del Club Balonmano Ciudad Real del que era propietario, dado que este no contaba con un patrocinador en Ciudad Real, indispensable para mantener una plantilla de alto nivel. 
El club estaba registrado en la Real Federación Española de Balonmano como Club Deportivo Básico Balonmano Neptuno, empleando los símbolos y el nombre del Club Atlético de Madrid como consecuencia de un acuerdo de patrocinio.
Incluso llegó a estar prevista la integración de este nuevo club de balonmano, dentro del Club Atlético de Madrid S.A.D. y convertirse así en su sección de balonmano, restableciendo la antigua sección extinta en 1992. Sin embargo, en julio de 2013, debido a que el club tenía contraída una deuda económica con Hacienda que ascendía a más de 1 millón de euros, se vio obligado a disolverse mediante la convocatoria de un concurso de acreedores.

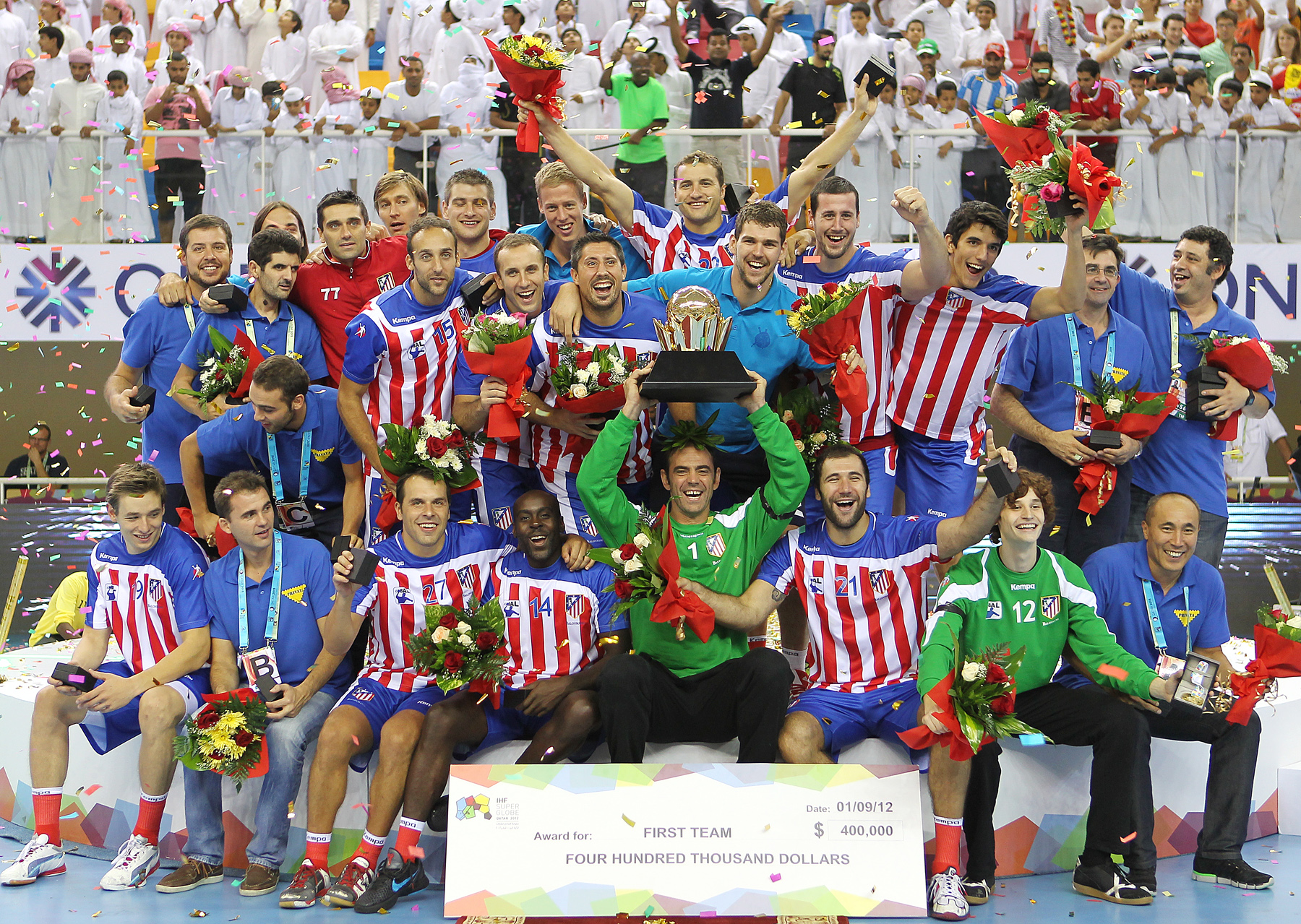
Atlético de Madrid campeón del Mundo

En tan solo 2 años de existencia el club consiguió 2 Copas del Rey, una Supercopa de España y un Mundial de Clubes, además de ser subcampeón de Liga ASOBAL en las dos ocasiones, subcampeón de la supercopa y la Copa ASOBAL y de la Liga de Campeones de la EHF, trofeos propiedad del Club Atlético de Madrid, que se pueden ver junto a los de la sección deportiva en el museo del club.

## Uniforme
- Uniforme titular: Camiseta rojiblanca con pantalón azul.
- Uniforme alternativo: Camiseta negra  y pantalón negro.[5]

## Palmarés
- Los trofeos conseguidos por el Club Deportivo Básico Balonmano Neptuno, son propiedad del Club Atlético de Madrid.[cita requerida]

### Torneos internacionales
| Competición                        | Títulos | Subcampeonatos |
| ---------------------------------- | ------- | -------------- |
| Campeonato Mundial de Clubes (1/0) | 2012.   |                |
| Liga de Campeones (0/1)            |         | 2011-12.       |

### Torneos nacionales
| Competición               | Títulos           | Subcampeonatos    |
| ------------------------- | ----------------- | ----------------- |
| Liga Asobal (0/2)         |                   | 2011-12, 2012-13. |
| Copa del Rey (2/0)        | 2011-12, 2012-13. |                   |
| Copa Asobal (0/1)         |                   | 2012.             |
| Supercopa de España (1/1) | 2011-12.          | 2012-13.          |

### Torneos amistosos
| Competición             | Títulos | Subcampeonatos |
| ----------------------- | ------- | -------------- |
| Trofeo San Julián (1/0) | 2011.   |                |
| Torneo de Dessau (0/1)  |         | 2011.          |

## Jugadores históricos

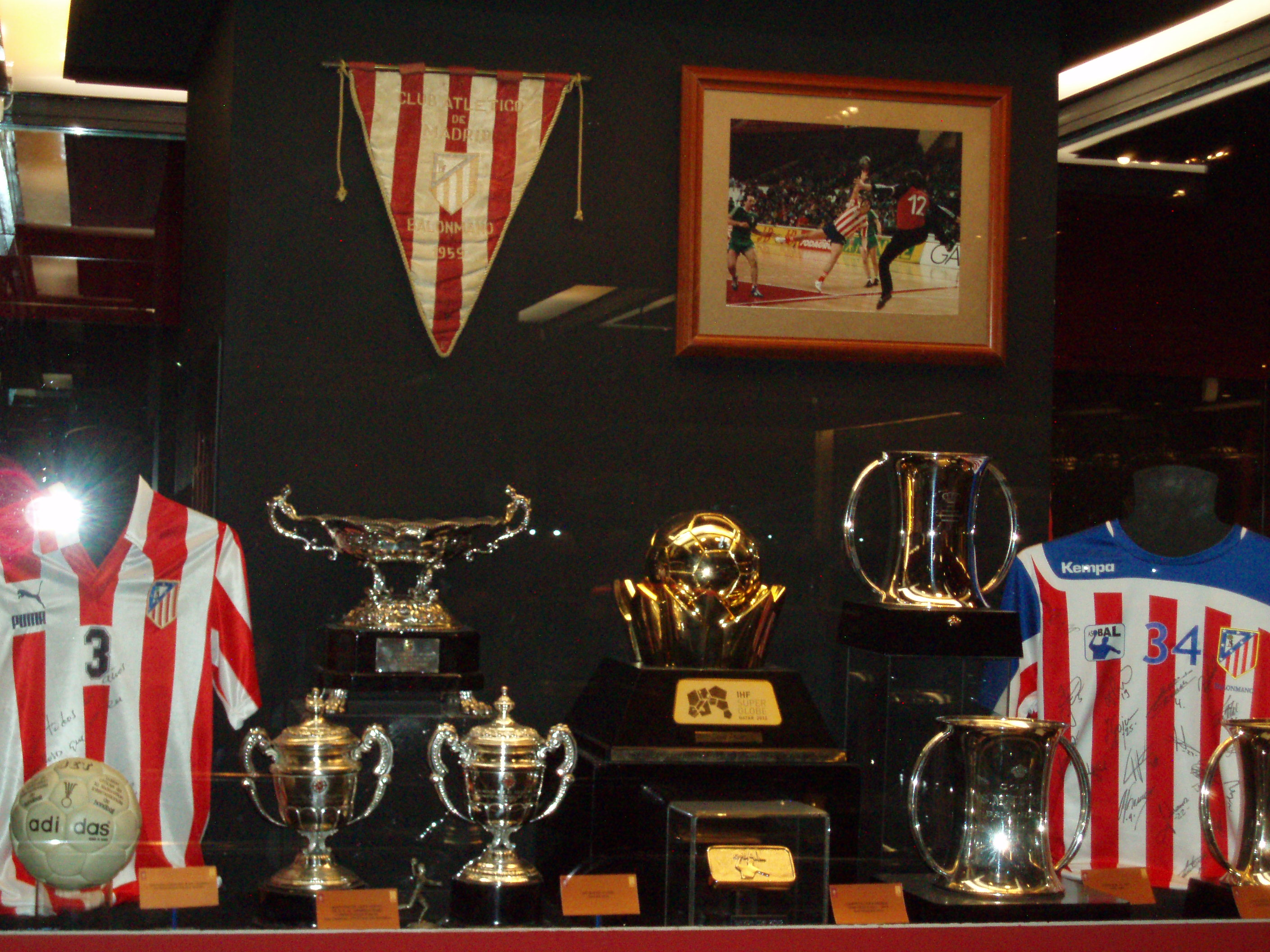
Vitrina con algunos de los trofeos conseguidos en las dos etapas del Atlético de Madrid de balonmano, dentro del museo del Club Atlético de Madrid.

| - José Javier Hombrados - Ivano Balić - Jonas Kallman - Julen Aginagalde - Ángel Romero Rodríguez - Kiril Lazarov - Luc Abalo - Chema Rodríguez - David Davis - Xavier Barachet Como entrenador - Talant Dujshebaev | - Mariusz Jurkiewicz - Joan Cañellas - Jakov Gojun - Arpad Šterbik - Nikolaj Markussen - Alberto Entrerríos - Roberto García Parrondo - Didier Dinart |